# Neivamyrmex inca
Neivamyrmex inca är en myrart som först beskrevs av Santschi 1921.  Neivamyrmex inca ingår i släktet Neivamyrmex och familjen myror. Inga underarter finns listade i Catalogue of Life.